# Перспектива (премія Жінка III тисячоліття)
Перспектива ІІІ тисячоліття — одна із категорій Всеукраїнської Премії «Жінка ІІІ тисячоліття», що вручається з 2006 року (перерва була в 2013—2014 рр.) українським жінкам за якими майбутнє країни і які впевнено заявляють про свої успіхи і здобутки.
За весь час існування відзнакою «Перспектива» було нагороджено 48 видатних жінок. Найбільше (8) — у 2008 році, а найменше (3) — в 2009 році.

## Список переможниць
| Рік                                          | Прізвище та ім'я | Роки життя | Посада на час нагородження | У скільки років нагороджена |
| -------------------------------------------- | ---------------- | --- | -------------------------- | --------------------------- |
| 2006                                         |                  | |                            |                             |
| Артамонова Світлана                          | 1990 р.н.        | юна актриса, ведуча | 16                         |                             |
| Захур Наталія Вікторівна (Камалія)           | 1977 р.н.        | заслужена артистка України | 29                         |                             |
| Комащенко Тетяна                             | 1994 р.н.        | співачка, переможниця Всеукраїнського дитячого фестивалю «Світ талантів», юний талант року Загальнонаціональної програми «Людина року 2005»                     | 12                         |                             |
| Лисюк Ольга                                  |                  | директор Міжнародного дитячого фестивалю «Світ талантів» |                            |                             |
| Орловська Світлана                           | 1976 р.н.        | ведуча телекомпанії «Ера» | 30                         |                             |
| Осадча Катерина                              | 1983 р.н.        | ведуча телеканалу «Тоніс» | 23                         |                             |
| 2007                                         |                  | |                            |                             |
| Вероніка Жанві                               |                  | дизайнер, власник будинку моди «Вероніка Жанві» |                            |                             |
| Соколовська Катерина                         |                  | співачка, гран-прі Міжнародного дитячого фестивалю «Світ талантів 2005», лауреат Загальнонаціональної програми "Людина року 2005 у номінації «Юний талант року» |                            |                             |
| Фокіна Маша                                  | 1986 р.н.        | співачка | 21                         |                             |
| Цимбалюк Інна                                | 1985 р.н.        | модель, телеведуча, актриса | 22                         |                             |
| 2008                                         |                  | |                            |                             |
| Валевська Наталя                             | 1981 р.н.        | співачка, переможниця телевізійного проекту Шанс | 27                         |                             |
| Кузнєцова Таїсія                             | 1986 р.н.        | майстер спорту міжнародного класу, рекордсменка світу з пауерліфтінгу та жиму лежачи, м. Дніпропетровськ                                                        | 22                         |                             |
| Кузьменко Світлана                           |                  | головний байєр-менеджер мережі бутіків комерційного товариства «Лана Со, ЛТД»                                                                                   |                            |                             |
| Лілія Вітер                                  |                  | фотограф, телеведуча, режисер |                            |                             |
| Масалаб Елеонора                             | 1988 р.н.        | переможницею конкурсу «Міс Україна-Всесвіт» — 2008 | 20                         |                             |
| Новгородська Юлія                            |                  | головний редактор журналу «Діва», шеф-редактор журналу «Худеем легко»                                                                                           |                            |                             |
| Скопиченко Яна                               |                  | власниця компанії «РОТЕЯ», головний економіст ТОВ «ФАРМАСКО» |                            |                             |
| Шоптенко Олена                               | 1987 р.н.        | майстер спорту міжнародного класу, чемпіонка світу з бальних танців за кількома програмами                                                                      | 21                         |                             |
| 2009                                         |                  | |                            |                             |
| Павленко Олександра                          | 1982 р.н.        | адвокат, партнер Правової групи «Павленко і Побережнюк», арбітр Міжнародного комерційного арбітражного суду в Брюсселі                                          | 27                         |                             |
| Скідан Олена                                 |                  | Генеральний директор телеканалу «Максі-ТВ» — ТОВ «Наша Прага»                                                                                                   |                            |                             |
| Тангіян Надія                                |                  | креативний директор групи компаній «Наша карта» |                            |                             |
| 2010                                         |                  | |                            |                             |
| Токарева Катя                                |                  | телеведуча |                            |                             |
| Петрова Анна                                 |                  | директор Інституту підприємництва CISCO в Україні |                            |                             |
| Грицай Оксана Стефанівна (Міка Ньютон)       | 1986 р.н.        | співачка | 24                         |                             |
| Марієтта Вейс                                | 1995 р.н.        | співачка | 15                         |                             |
| Башмакова Наталя                             |                  | дизайнер, модельєр, власниця артмайстерні «Persontally», м. Запоріжжя                                                                                           |                            |                             |
| Жулина Анна                                  |                  | артдиректор компанії «Мастер Шоу», артистка продюсерського центру «Мир музики», м. Луганськ                                                                     |                            |                             |
| Мєшкова Наталя                               |                  | директор приватного підприємства «Імперія», громадський діяч м. Біла Церква                                                                                     |                            |                             |
| 2011                                         |                  | |                            |                             |
| Чепуришкіна Анна                             |                  | директор дизайн-ательє «GCH» |                            |                             |
| Бризгіна Єлизавета                           | 1989 р.н.        | заслужений майстер спорту України, чемпіонка командного чемпіонату Європи 2010 року, чемпіонка Всесвітньої Універсіади студентів 2011 року в Китаї              | 22                         |                             |
| Борисова Олена                               | 1982 р.н.        | художник, студентка Харківської Державної Академії Дизайну та Мистецтв                                                                                          | 28                         |                             |
| Лещенко Маргарита                            | 1992 р.н.        | студентка Київського національного університету культури і мистецтв, телеведуча, громадський діяч                                                               | 19                         |                             |
| 2012                                         |                  | |                            |                             |
| Фінагєєва Ганна                              |                  | директор юридичної компанії «Гривна — Право», м. Луганськ |                            |                             |
| Кобринська Наталія                           |                  | лікар-хірург державної установи «Інститут ендокринології і обміну речовин ім. В. П. Комісаренка Академії медичних наук України»                                 |                            |                             |
| Ілларія                                      | 1986 р.н.        | співачка, композитор і поетеса | 25                         |                             |
| Яся Міночкіна                                |                  | дизайнер одягу |                            |                             |
| Островська Лариса                            |                  | Головний лікар клініки пластичної хірургії «Гармонія» |                            |                             |
| 2015                                         |                  | |                            |                             |
| Фоя Катерина                                 |                  | керівник колективу Центру дитячо-юнацької творчості Дніпровського району м. Києва                                                                               |                            |                             |
| Ткаченко Ольга                               |                  | фінансовий директор ТОВ «Тейлор Нельсон Софтрез Україна», координатор проектів ГО «Юридична сотня», волонтер                                                    |                            |                             |
| Андреева Катерина                            |                  | студентка, волонтер м. Херсон |                            |                             |
| Войно-Данчишена Олена                        |                  | дизайнер одягу м. Харків |                            |                             |
| Даниленко Анастасія                          |                  | видавець журналу «Наши Люди», кандидат політичних наук |                            |                             |
| 2016                                         |                  | |                            |                             |
| Дмитрук Анастасія                            | 1991 р.н.        | поетеса, автор патріотичного вірша Никогда мы не будем братьями!                                                                                                | 25                         |                             |
| Развадовська Маргарита                       | 1981 р.н.        | засновник та директор студії «Равадо» | 35                         |                             |
| Мага Марія                                   |                  | головний режисер театру «Особистості» |                            |                             |
| Токарєва Ксенія                              |                  | юрист, засновник, партнер Юридичної компанії SotLex. |                            |                             |
| 2017                                         |                  | |                            |                             |
| вокальна студія «Острів дитинства» зі Львова |                  | |                            |                             |
| 2018                                         |                  | |                            |                             |
| Валерія Іваненко                             | 2001 р.н.        | чемпіонка Європи з метання молоту | 18                         |                             |
| Indira                                       |                  | українська співачка |                            |                             |